# Zawadów (rejon mościski)
Zawadów (ukr. Завадів) – wieś na Ukrainie, w rejonie jaworowskim (do 2020 roku w rejonie mościskim) obwodu lwowskiego. Wieś liczy 41 mieszkańców.
W II Rzeczypospolitej do 1934 samodzielna gmina jednostkowa. Następnie należała do zbiorowej wiejskiej gminy Twierdza w powiecie mościskim w woj. lwowskim. Po wojnie wieś weszła w struktury administracyjne Związku Radzieckiego.